# باغستان (كهن أباد)
باغستان (بالفارسية: باغستان) هي قرية تقع في إيران في قسم کهن أباد الريفي.